# 小约翰·布莱尔
小约翰·布莱尔（1732年4月17日—1800年8月3日），是一位美国政治家，美国国父和法学家。
布莱尔是美国建国初期的最专业的法官之一。作为一名法官学者，他遏制各种国家政治过激行为，并着眼于事件背后的防范和控制。他主张建立一个新的合众国，并忠诚地支持弗吉尼亚州在美国制宪会议上詹姆斯·麦迪逊和乔治·华盛顿的立场。作为美国建国国父之一，他的最大贡献并不限于他在制定美国宪法上的努力，还包括此后他在美国联邦最高法院上担任大法官，其中他借助美国宪法在一系列重要决策上进行判决。他的同辈们赞扬他拥有绅士和慈善的个人魅力，以及在司法问题上的敏锐洞察力。

## 事业
小约翰·布莱尔出生于弗吉尼亚州威廉斯堡。他的父亲供职于麦克唐纳议会，并一度在殖民地时期的弗吉尼亚中担任行政署长。他的叔叔詹姆斯·布莱尔是威廉玛丽学院的创建人及首任校长。1754年，小约翰·布莱尔毕业于威廉玛丽学院，获文学学位。1755年，他奔赴伦敦，就学于中殿律師學院。在学成之后，他回到家乡并从事法律事业。法國－印第安人戰爭之后，他开始了自己的政治生涯，并在伯吉斯议院供职，随后担任殖民地议院的一名书记员。
小约翰·布莱尔支持美国独立，并加入爱国者阵线的温和阵营。他反对帕特里克·亨利关于《1765年印花税法》的极端决策，但是伯吉斯议院的决策改变了他的立场。在关于议会税费的问题上，他加入了乔治·华盛顿的阵营，并对英国货物采取禁止出口的决议，直至税收完全被废除。随后的几年中，他对《不可容忍法案》非常不满并参加大陆会议召唤，支持波士顿倾茶事件中的人民运动。
当美国独立战争爆发后，布莱尔全身心地加入到弗吉尼亚的政府运作中。他担任议会成员，并起草《1776年弗吉尼亚州宪法》，担任重要的委员会成员，包括最终确立弗吉尼亚权利法案的28名成员之一。他在枢密院供职，并担任州长帕特里克·亨利的市长咨询团队成员。1778年，他被选为法院法官。1780年，他再次当选为弗吉尼亚州高级法院法官，并与乔治·伟兹一同工作。1781年，他参加费城制宪会议，并签署了《美利坚共和国宪法》。他的司法经历使得他成为弗吉尼亚州上诉法院法官。1786年，他继任托马斯·杰弗逊岗位，负责制定完善弗吉尼亚州的法律。
1789年9月24日，布莱尔被总统华盛顿任命为美国最高法院大法官。1789年9月26日，这一任命得到美国参议院的批准，他在9月30日赴任。1795年10月25日，布莱尔因健康原因辞职，五年后他在家乡威廉斯堡去世，享年68岁。
小约翰·布莱尔是一位互济会成员。1778年，他被互济会弗吉尼亚总部命名为大头领。

## 相关
- 美国最高法院大法官列表